# مایکل بارنز
مایکل بارنز (انگلیسی: Michael Barnes؛ زادهٔ ۷ اوت ۱۹۷۳) ورزشکار جودو اهل ایالات متحده آمریکا است.
وی در مسابقات کشوری و بین‌المللی در مجموع برندهٔ ۱ مدال برنز شده‌است.